# Хамфри, Бобби
Ба́рбара Энн «Бобби» Ха́мфри (англ. Barbara Ann Humphrey; род. 25 апреля 1950 Марлин, Техас) — афроамериканская флейтистка и певица в стилях джаз-фьюжн, джаз-фанк и соул-джаз. Она записала двенадцать альбомов и основала свой собственный джаз лейбл Paradise Sounds Records. В 1971 году она стала первой инструменталисткой, подписавшей контракт с Blue Note.

## Ранние годы
Хамфри родилась в Марлине, Техас и выросла в Далласе. Она окончила Высшую школу им. Линкольна, Даллас в 1968 году. Её музыкальное образование на флейте включало в себя классику и джаз в высшей школе. Она продолжила обучение в Южном университете Техаса и Южном методистском университете. Диззи Гиллеспи увидел её игру на конкурсе талантов в Южном методистском и вдохновил её продолжить музыкальную карьеру в Нью-Йорке. Она, послушавшись его совета, переехала в Нью-Йорк в июне 1970 года и получила своё первое выступление в перерыве в Аполло театре.

## Карьера
Через несколько недель после приезда в Нью-Йорк Хамфри заключила контракт с Blue Note. Она уже начала регулярно играть по всему городу, в том числе присоединилась к выступлению Херби Мэнна на сцене в центральном парке, а также исполнила импровизированное выступление на The Tonight Show. Её попросили присоединиться к финальной группе трубача Ли Моргана, играющей на его последнем альбоме Blue Note в 1971 году. Морган внёс свой вклад в первый альбом Хамфри Flute In 1971 года.
Она играла с Дюком Эллингтоном и Джорджем Бенсоном. Бенсон и Хамфри были приглашёнными музыкантами на сингле Стиви Уандера «Another Star» из его альбома Songs in the Key of Life. В 1976 году она была названа лучшей инструменталисткой журналом Billboard.
Хамфри играла в театре Аполло, Голливуд-боуле, Карнеги-холле, Джазовом фестивале в Монтрё, Джазовом фестивале русская речка (Северная Калифорния). Она признавала влияние Хьюберта Лоуза, Херби Мэнна и Джеймса Муди.
Альбом Blacks and Blues, записанный в 1973 году при участии братьев Мизелл, стал одним из её самых коммерчески успешных альбомов для Blue Note. На этом альбоме она отказалась от прямого джаза своих первых двух альбомов, спродюсированных Джорджем Батлером. Она искала братьев Мизелли после их работы над альбомом Дональда Бёрда Black Byrd, который сочетал в себе стили фанк и джаз. Blacks and Blues был записан за три дня на студии Sound Factory. На «Harlem River Drive» и других треках её игра была сымпровизирована. Хамфри исполняет партию вокала на «Just a Love Child» и заключительной композиции альбома «Baby’s Gone».
Satin Doll, записанный в 1974 году, продолжил сочетать в себе соул-джаз и фанк. Альбом был посвящён Дюку Эллингтону, который скончался незадолго до выхода альбома, на обложке альбома была изображена дочь Хамфри Рисси Лин. Fancy Dancer ознаменовал собой третий и финальный совместный альбом с братьями Миззель. Он содержит латинскую перкуссию и арфу в исполнении Дороти Эшби. Свой следующий альбом Tailor Made она записала на Epic.
Несмотря на высокие продажи альбома, Хамфри не увидела для себя достаточного финансового успеха с её альбомов Blue Note. В 1977 году она переключилась на бизнес сторону музыкальной индустрии. В 1994 году основала свой собственный лейбл Paradise Sounds Records и выпустила альбом Passion Flute.

## Дискография
| Год  | Название                                                | Лейбл           |
| ---- | ------------------------------------------------------- | --------------- |
| 1971 | Flute In                                                | Blue Note       |
| 1972 | Dig This!                                               | Blue Note       |
| 1973 | Blacks and Blues                                        | Blue Note       |
| 1973 | Bobbi Humphrey Live: Cookin' with Blue Note at Montreux | Blue Note       |
| 1974 | Satin Doll                                              | Blue Note       |
| 1975 | Fancy Dancer                                            | Blue Note       |
| 1977 | Tailor Made                                             | Epic            |
| 1978 | Freestyle                                               | Epic            |
| 1979 | The Good Life                                           | Epic            |
| 1989 | City Beat                                               | Malaco          |
| 1990 | Let’s Get Started                                       | Warner Bros     |
| 1994 | Passion Flute                                           | Paradise Sounds |